# Finkenflug (Wilhelmsthal)
Finkenflug ist eine Wüstung auf dem Gemeindegebiet von Wilhelmsthal im Landkreis Kronach (Oberfranken, Bayern).

## Geographie
Die Einöde lag auf einem schmalen Bergrücken auf einer Höhe von 544 m ü. NHN. Ein Wirtschaftsweg führte nach Tempenberg (0,8 km nordöstlich) bzw. nach Ludwigsland (2 km südwestlich).

## Geschichte
Gegen Ende des 18. Jahrhunderts gab es in Finkenflug ein Anwesen. Das Hochgericht übte das bambergische Centamt Kronach aus. Die Grundherrschaft über den Einödgehöft hatte das Rittergut Unterlangenstadt-Burkersdorf inne.
Mit dem Gemeindeedikt wurde Finkenflug dem 1808 gebildeten Steuerdistrikt Zeyern und der 1818 gebildeten Ruralgemeinde Geuser zugewiesen. 1877 wurde Finkenflug nach Roßlach umgemeindet. Am 1. Januar 1978 wurde Finkenflug im Zuge der Gebietsreform in Bayern in die Gemeinde Steinberg eingegliedert, die ihrerseits am 1. Mai 1978 in die Gemeinde Wilhelmsthal eingegliedert wurde. Auf einer topographischen Karte von 1983 wurde verzeichnet, dass Finkenflug abgebrochen ist.

### Einwohnerentwicklung
| Jahr      | 001818 | 001861 | 001871 | 001885 | 001900 | 001925 | 001950 | 001961 | 001970 | 001987 |
| Einwohner | 5      | 9      | 10     | 4      | 9      | 8      | 8      | 1      | 0      | *      |
| Häuser    | 3      |        |        | 1      | 1      | 1      | 1      | 1      |        | *      |
| Quelle    | [ 3 ]  | [ 7 ]  | [ 8 ]  | [ 9 ]  | [ 10 ] | [ 11 ] | [ 12 ] | [ 13 ] | [ 14 ] | [ 15 ] |

## Religion
Der Ort war ursprünglich rein katholisch und gehörte zur Pfarrei St. Leonhard in Zeyern.